# Морал за красиви момичета
Морал за красиви момичета (на английски: Morality for Beautiful Girls) е роман на шотландския писател Алегзандър Маккол Смит. Романът е издаден през 2001 г. от британското издателство „Polygon Books“. На български език е издаден през 2005 г. от издателство „Изток - Запад“, като трета книга в поредицата „Дамска детективска агенция № 1“.

## Сюжет
Внимание:  Текстът по-долу разкрива сюжета на произведението (или части от него)!
Действието на книгата се развива в африканската страна Ботсуана. Главен персонаж в романа е маа Прешъс Рамотсве, дъщеря на бившия миньор Обед, която става частен детектив и основава първата в столицата на Ботсуана Габороне „Дамска детективска агенция № 1“. В третата книга от поредицата, маа Прешъс Рамотсве разследва подозренията в опит за отравяне на брата на важен „човек от правителството“, както и моралния облик на четирите финалистки от конкурса за „Мис Красота и Почтеност“. Междувременно годеникът и господин Дж. Л. Б. Матекони се разболява от депресия и ръководството на авторемонтната му работилница „Тлоквенг роуд спийди моторс“ е поето с желязна ръка от помощничката на маа Рамотстве – маа Макутси.